# Linas Klimavičius
Linas Klimavičius (ur. 10 kwietnia 1989 w Poniewieżu) – litewski piłkarz grający na pozycji obrońcy.

## Kariera piłkarska

### Kariera klubowa
Jest wychowankiem klubu Ekranas Poniewież. W 2006 zadebiutował w jego barwach w ekstraklasie litewskiej. W następnym sezonie przeniósł się do Sūduvy Mariampol. Latem 2008 roku przeszedł do ukraińskiego Dnipra Dniepropetrowsk. Latem 2010 do końca roku został wypożyczony do Krywbasa Krzywy Róg.

## Kariera reprezentacyjna
Występował w młodzieżowej reprezentacji Litwy.

## Sukcesy i odznaczenia

### Sukcesy klubowe
- wicemistrz Litwy: 2007
- brązowy medalista Mistrzostw Litwy: 2007